# Milos
Milos (neugriechisch Μήλος (f. sg.)), auch Melos (von altgriechisch Μῆλος Mēlos), ist eine griechische Insel in der Ägäis. Zusammen mit Andimilos, einigen kleineren, unbewohnten Inseln und der etwa 23 km südwestlich liegenden Ananes-Inselgruppe bildet die Kykladen-Insel eine Gemeinde (δήμος, Dimos) innerhalb der Region Südliche Ägäis (Περιφέρεια Νότιου Αιγαίου).
Mit einer Fläche von rund 160,147 Quadratkilometern bei fast 5000 Einwohnern (2011) ist Milos vergleichsweise dicht besiedelt. Der gleichnamige Hauptort liegt oberhalb des Hafenorts Adamas. Weitere Orte der Insel sind Tripiti, Triovasalos und Apollonia. Von Apollonia aus fährt täglich eine Fähre zur kleinen Nachbarinsel Kimolos.
Eine Besonderheit von Milos sind die Syrmata, direkt an der Wasserlinie gebaute Häuser, deren Erdgeschoss im Winter als sicherer Unterstellort für Fischerboote dient. Mit ihren bunten ‚Garagentoren‘ bieten sie einen einmaligen Anblick, vor allem, wenn die Syrmata, zu kleinen Dörfern wie Klima oder Mandrakia zusammengefasst, die Küste säumen.
Milos ist der Fundort der Venus von Milo, in Griechenland korrekterweise bekannt als Aphrodite von Milos. Das Original ist in Paris im Louvre ausgestellt. Im Archäologischen Museum von Milos kann eine Kopie besichtigt werden und der auf Milos tätige Bergbaukonzern Imerys finanzierte eine weitere Kopie der Aphrodite, welche 2022 unweit des Fundorts aufgestellt wurde.

## Geschichte
Wie Funde belegen, ist Milos schon seit 5000 v. Chr. ständig bewohnt. Frühe Bedeutung erlangte die Insel durch ihre Vorkommen von Obsidian, wegen seiner Härte ein wichtiges Material für Werkzeuge der Jungsteinzeit. Funde von Obsidian aus Milos in der Höhle von Franchthi in Argolis werden als indirekter Beleg für frühe Schifffahrt auf der Ägäis angesehen. Die Datierungen differieren, 5000 v. Chr. ist eine vergleichsweise vorsichtige Schätzung. 
Aus der frühen Bronzezeit rund um das Jahr 2500 v. Chr. stammen Siedlungsfunde, die der Keros-Syros-Kultur zuzuordnen sind. Seit dem Ende der frühkykladischen Zeit um das Jahr 2000 v. Chr. lag mit Phylakopi eine der ersten städtischen Siedlungen auf Milos, die neben Agia Irini auf Kea und später auch Akrotiri auf Santorin zu den fortschrittlichsten Städten des Mittelmeerraumes gehörte. Sie bestand auch in mykenischer Zeit bis um 1100 v. Chr. weiter. Mit der Zeit wurde Milos ein Zentrum des Handels mit Keramiken.
Während des Peloponnesischen Krieges im 5. Jahrhundert v. Chr. widersetzten sich die Bewohner von Milos dem mächtigen Athen. Nachdem die Athener den gleichnamigen Hauptort der Insel durch eine Belagerungsmauer umschlossen hatten, gingen der Stadt die Vorräte aus und sie musste sich auf Gedeih und Verderb ergeben. Daraufhin wurden alle männlichen Einwohner hingerichtet, die Frauen und Kinder versklavt. Der Athener Politiker und Historiker Thukydides schildert diese Begebenheit im Melierdialog in Buch V, Kap. 84–116 seines Werks über den Peloponnesischen Krieg.
Während des Zweiten Weltkrieges war die Insel von deutschen Truppen besetzt.

## Geographie
Die Insel umschließt fast vollständig eine ausgedehnte Bucht, an der die wenigen Hafen-Dörfer liegen. Die höchste Erhebung ist mit 748 Metern Höhe der Profitis Ilias im Westen der Insel. Die Felsenküste um den flacheren Ostteil der Insel wird von einigen Stränden gesäumt, die vor allem durch vielfarbige Gesteine und Sande auffallen.
Etwa 20 Kilometer nordwestlich von Milos liegt die unbewohnte Insel Andimilos.

### Gemeindegliederung
Die Gemeinde gliedert sich in zwei Stadtbezirke und drei Ortsgemeinschaften mit 37 Dörfern, Siedlungen und Inseln
| Stadtbezirk Ortsgemeinschaft | griechischer Name                  | Code     | Fläche (km²) | Einwohner 2001 | Einwohner 2011 | Dörfer und Inseln |
| ---------------------------- | ---------------------------------- | -------- | ------------ | -------------- | -------------- | --- |
| Milos                        | Τοπική Κοινότητα Μήλου             | 65010001 | 93,481       | 0919           | 0819           | Milos, Akanthi, Ananes, Andimilos, Areti, Embourios, Kipos, Xylokeratia, Paximadia, Provatas, Palaki Chalakos, Fourkovouni, Fyropotamos, Psathadika |
| Adamas                       | Δημοτική Κοινότητα Αδάμαντος       | 65010002 | 03,970       | 1391           | 1347           | Adamas |
| Pera Triovasalos             | Τοπική Κοινότητα Πέραν Τριοβασάλου | 65010003 | 14,381       | 0644           | 0698           | Pera Triovasalos, Katsaronas, Komia |
| Triovasalos                  | Δημοτική Κοινότητα Τριοβασάλου     | 65010004 | 19,353       | 1029           | 1240           | Triovasalos, Agii Anargyri, Agios Gerasimos, Apollonia, Voudia, Glaronisia, Kaminia, Mandrakia, Mytikas, Pachena, Pilonisi, Fylakopi                |
| Trypiti                      | Τοπική Κοινότητα Τρυπητής          | 65010005 | 36,446       | 0788           | 0873           | Trypiti, Agia Kyriaki, Zefyria, Kanava, Klima, Paliochori, Schinopi                                                                                 |
| Gesamt                       | Gesamt                             | 6501     | 167,631      | 4771           | 4977           | |

## Geologie
Die Insel Milos gehört zu den Vulkaninseln des Ägäischen Inselbogens (Methana, Santorin und Nisyros). Sie wird von einem alten Schichtvulkan gebildet, der mit jüngeren Lavadomen, pyroklastischen Kegeln und Tuffringen übersät ist.
Auch wenn der letzte Vulkanausbruch etwa 60.000 Jahre (Tsingrado-Vulkan) her ist, so gibt es weiterhin Anzeichen starker magmatischer Aktivitäten im Untergrund. Eine Magmakammer in etwa 6–8 km Tiefe sorgt weiterhin für starke, hydrothermale Aktivitäten. Dadurch gibt es an zahlreichen Stellen der Insel heiße Quellen (bis etwa 80 °C) und Fumarolen bis etwa 98 °C (heiße Austritte von Wasserdampf und Schwefelgasen). Es kam auch noch zu phreatischen Ausbrüchen. Ca. 140 n. Chr. verschüttete ein von einer dünnen Ascheschicht unterlagerter Lahar noch römische Mauern. Der Großteil der Insel ist durch heiße Lösungen chemisch stark verändert. Dies führte zur Bildung verschiedener Lagerstätten. Angereichert wurden Bentonit, Perlit, Baryt, Zeolith, Mangan, Kaolin, Schwefel, Puzzolan und größere Vorkommen abbauwürdigen Goldes in der Umgebung des Profiti-Ilias-Gipfels. Aufgrund des Widerstands der lokalen Bevölkerung gegen den Goldabbau wegen dessen besonderer Umweltgefährdung wurde die geplante Goldgewinnung nicht aufgenommen.
Der Vulkanismus führte auch zum wichtigsten Produkt der Insel: Der melische Obsidian wurde seit der ausgehenden Altsteinzeit genutzt, s. o. Seit dem frühen Neolithikum (Proto-Sesklo) findet er sich in der gesamten östlichen Ägäis. Obsidian ist ein wichtiger Rohstoff zur Herstellung von Waffen und Werkzeug. Seit der Bronzezeit wurde er auf Milos in großem Maßstab abgebaut.

### Auffällige Vulkane auf Milos
- Tsingrado-Vulkan und ein umgebendes Feld aus über zwanzig phreatischen Kratern
- Bucht von Milos (zwei oder drei ehemalige Vulkankrater)
- Profitis-Ilias-Gipfel (auffälliger Vulkandom)
- Vulkane im Nordosten der Insel, die langsam von Bergwerken abgetragen werden

### Thermalquellen und heiße Gasaustritte
- heiße Quellen im Meer beim Elektrizitätswerk von Adamas
- ehemaliges, inzwischen gesprengtes Geothermiekraftwerk bei Zefyria
- Schwefelbergwerk bei Zefyria
- Thermalquellen und Fumarolen bei Paliochori und Agia Paraskevi
- Fumarolen von Kalamos

## Galerie

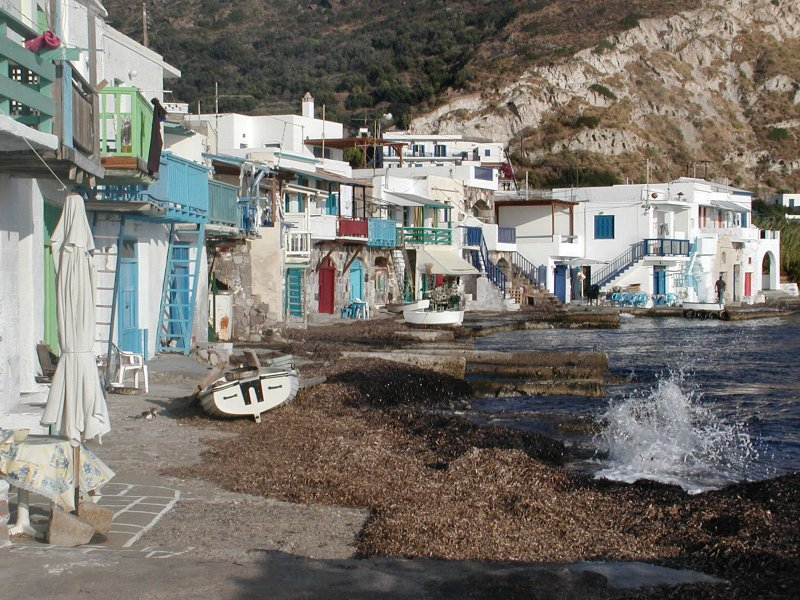
Die Fischer-Sommersiedlung Klima mit den typischen Syrmata, eine Mischung aus Haus und Schiffsgarage
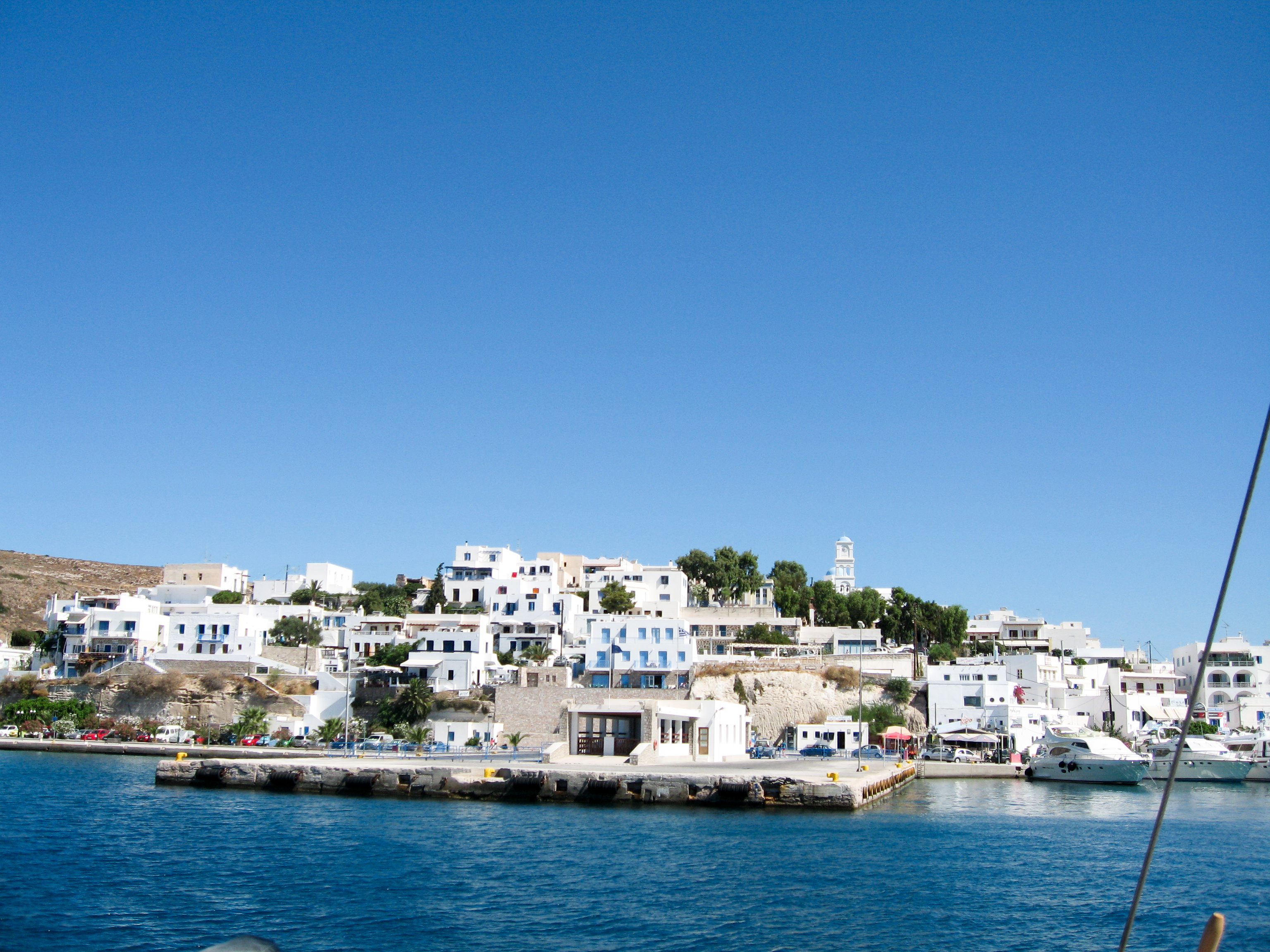
Adamas
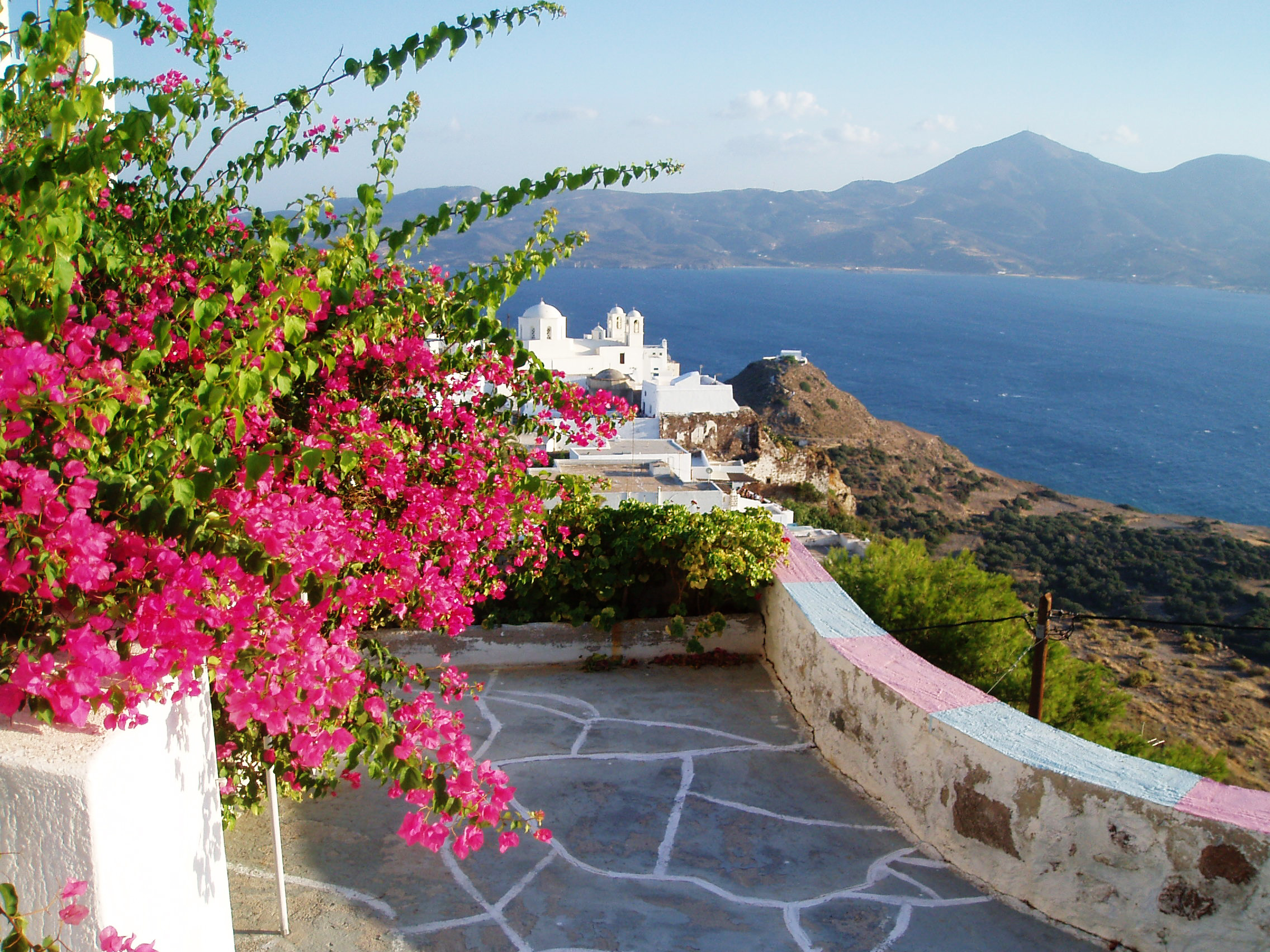
Bougainvillea in Milos – Plaka
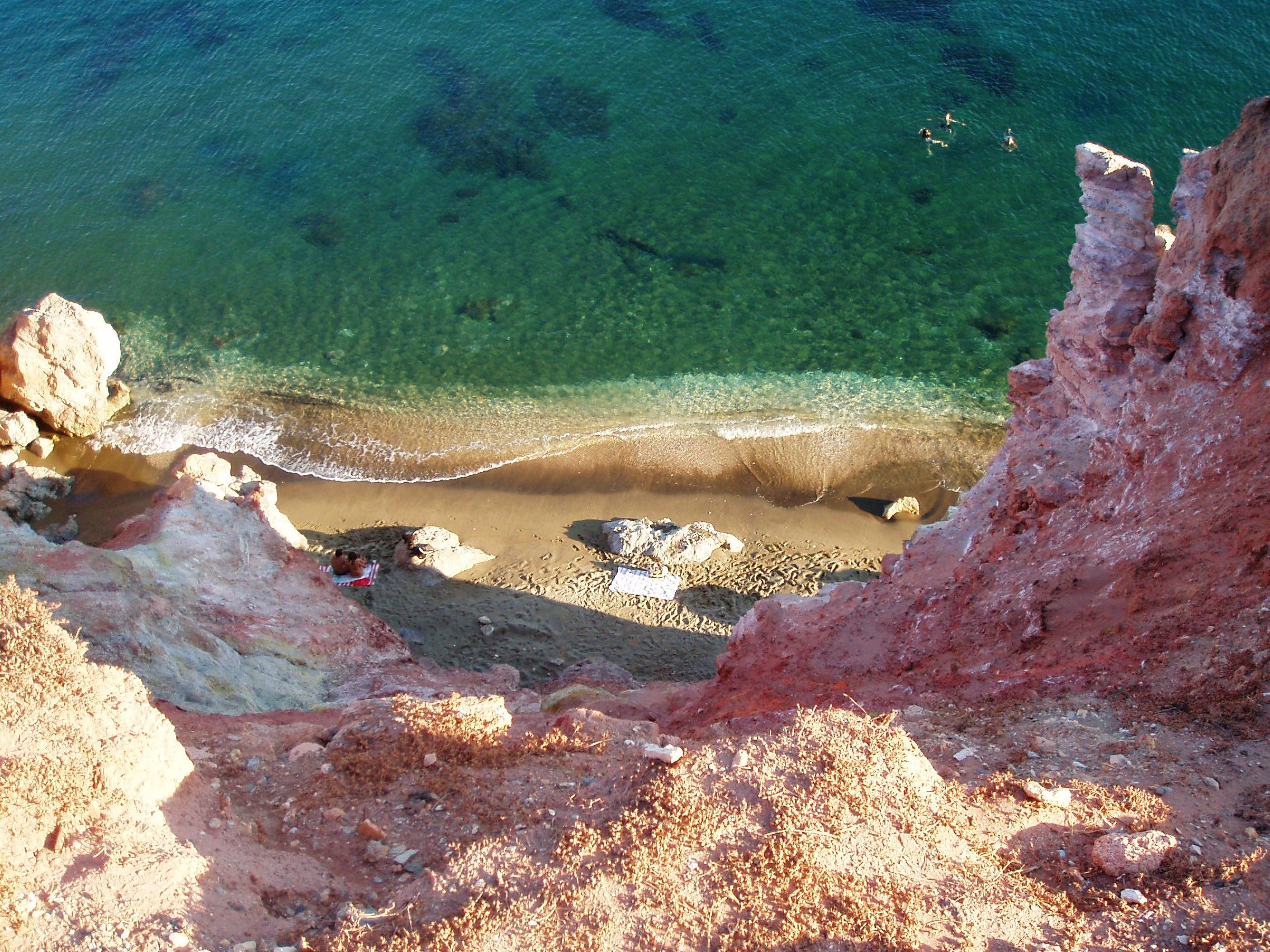
Milos – Paleochori
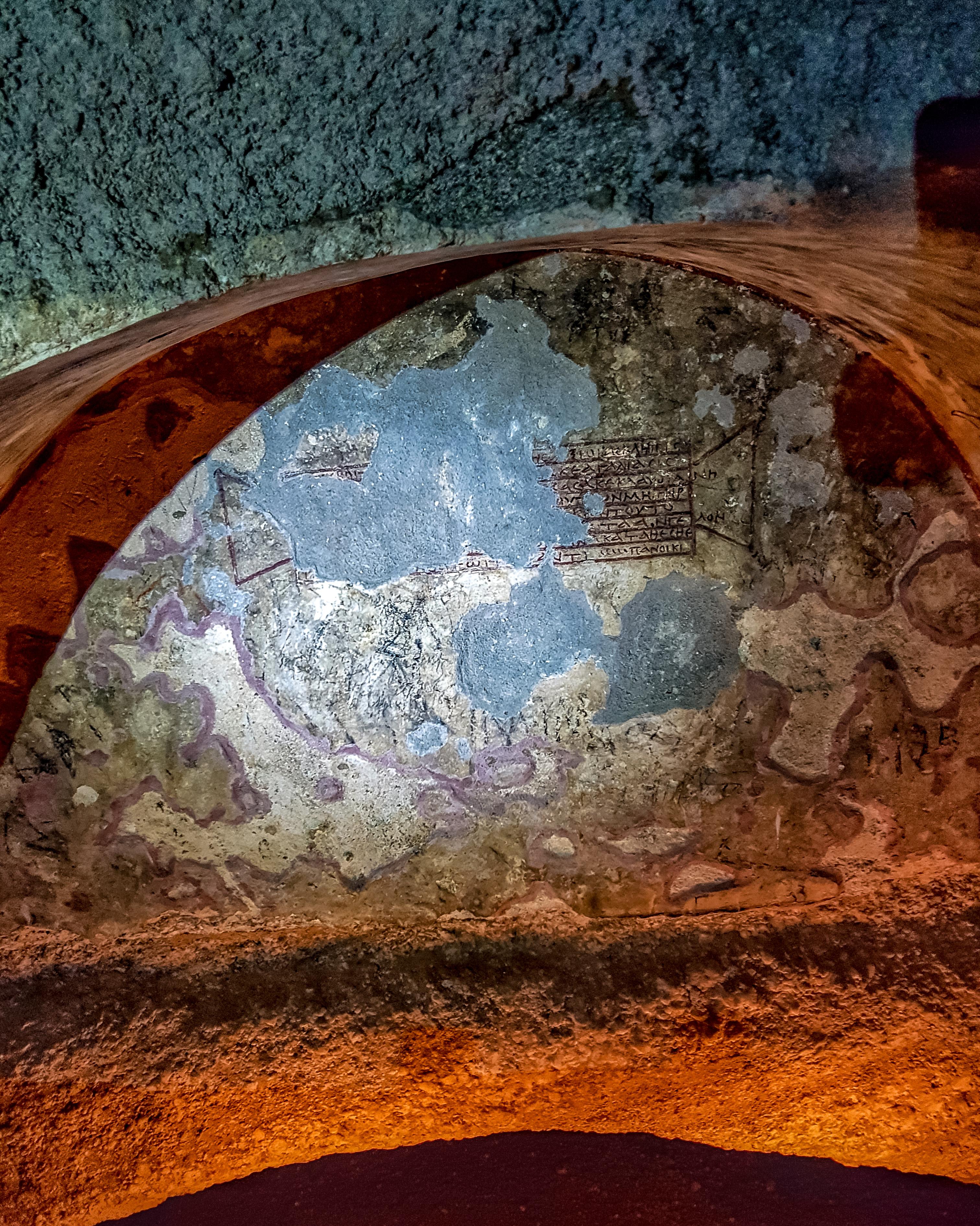
Inschrift auf Grab in den Katakomben von Milos
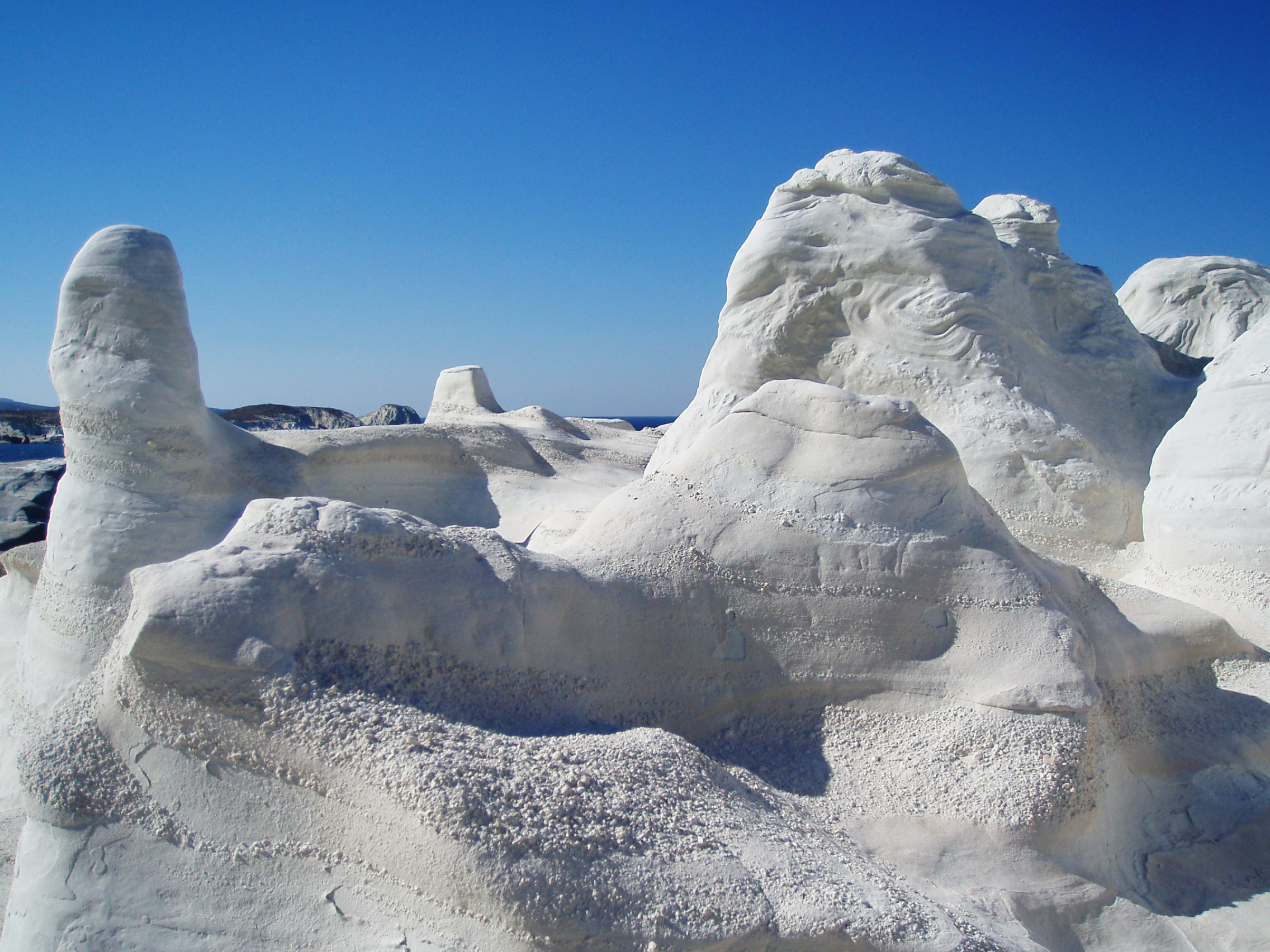
Milos Sarakiniko
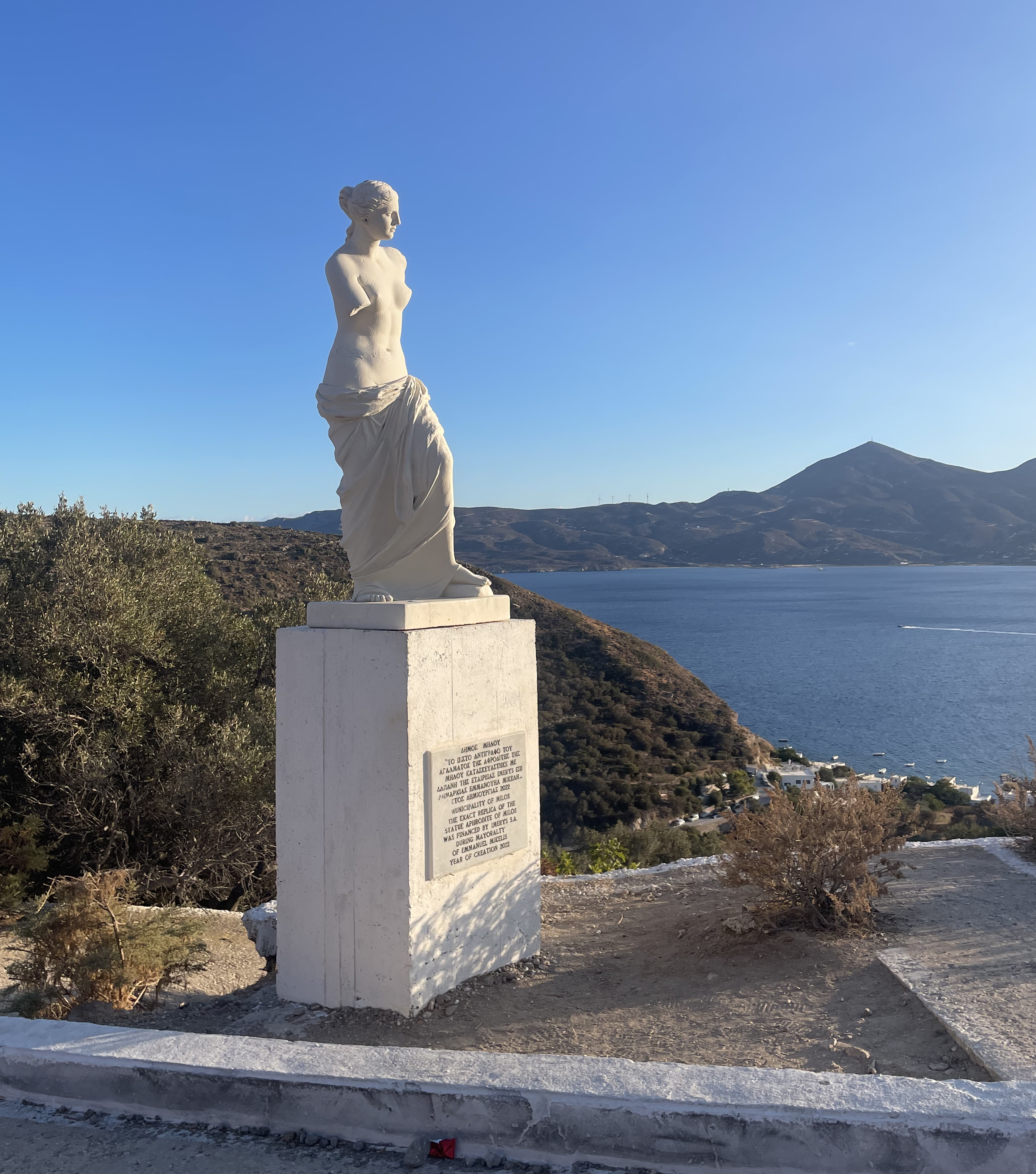
Venus von Milo auf Milos, unweit des Fundorts

## Wirtschaft
Milos ist eine der wenigen griechischen Inseln, auf der mehr Menschen im Bergbau und der damit verbundenen Industrie arbeiten als im Tourismussektor. Abgebaut werden Bentonit, Perlit, Puzzolan, quarzreiche Gesteine, Kaolin und kleine Mengen Baryt. Nahe dem kleinen Flughafen sind noch die Reste von Salinen (Αλυκές) samt Verladestation zu sehen, die bis in die 1980er-Jahre der Salzgewinnung dienten.
Auf Milos sind etwa 40 Prozent der Menschen direkt oder indirekt vom Minengeschäft abhängig, etwa jeder fünfte Beschäftigte arbeitet für S&B Industrial Mining. Die Gründerfamilie Kyriakopoulos verkaufte S&B am 1. März 2015 an den französischen Bergbaukonzern Imerys.
Trotz der gesunden Bergbau-Industrie wird der lukrative Tourismus auch auf Milos immer bedeutender. Dabei entwickelt sich die Insel vor allem zum Erholungsort für besser verdienende Athener und Nordgriechen, die dank der guten Anbindung nach Milos reisen. Auch der Anteil an ausländischen Immobilienbesitzern wächst zudem stetig an und trägt zum Imagewandel der Insel bei.
2008 wurde eine windkraftbetriebene Salzwasser-Entsalzungsanlage in Betrieb genommen. Angetrieben wird diese von einer 600 kW Windenergieanlage, der Trinkwasserbehälter hat eine Kapazität von 3.000 m³. Die Anlage ersetzt die Versorgung mit dem Tankschiff.

## Verkehr
Neben dem Luftweg ist Milos auch gut per Schiff zu erreichen. Es bestehen ein bis zwei Fährverbindungen pro Tag ab Piräus, Fahrtzeit etwa 5–7 Stunden, darunter mehrmals pro Woche die Fähre Piräus–Milos–Kreta–Karpathos–Rhodos, und ein bis zwei Schnellfährverbindungen ab Piräus (AegeanSpeedLines/Seajets), Fahrzeit etwa 3–4 Stunden. Darüber hinaus verkehren mehrmals wöchentlich Fähren und Schnellfähren zu anderen Kykladeninseln. Im Winter ist der Fahrplan allerdings stark eingeschränkt.

### Flughafen Milos
Der Flughafen Milos ( IATA: MLO, ICAO: LGML) liegt 9 Kilometer südöstlich von der Hafenstadt Adamas entfernt und wurde am 17. Januar 1973 eröffnet. Die asphaltierte Start- und Landebahn mit einer Ausrichtung von 08/26 ist 1.030 m lang. Der Flughafen liegt auf einer Höhe von 3 m (10 ft) über dem Meeresspiegel. Auf dem kleinen Flughafen starten zweimal täglich 36-sitzige De Havilland DHC-8-100 der Olympic Air nach Athen, auch Sky Express bietet Flüge nach Athen an. Internationale Fluggesellschaften fliegen den Flughafen nicht an.

## Inselpartnerschaft
Die Insel Milos unterhält seit dem 8. Oktober 1989 eine Inselpartnerschaft mit Shōdoshima, Japan.